# Right at Your Door
Right at Your Door è un film del 2006 scritto e diretto da Chris Gorak.
Distribuito da Lions Gate, venne presentato a gennaio 2006 al Sundance Film Festival dove ricevette il premio come migliore fotografia. Uscito in Italia nel 2007, è stato destinato direttamente alla distribuzione home video.
La pellicola è narrata dal punto di vista del protagonista Brad, che si trova in casa da solo quando a Los Angeles esplodono cariche multiple a rilascio tossico (di origine sconosciuta); a questi eventi seguono i vani tentativi di rintracciare la moglie fatti da Brad che, dopo essersi rassegnato, deciderà poi di blindarsi in casa.

## Trama
Il film si apre con Brad che sta preparando una tazza di caffellatte per sua moglie Lexi, che sta ancora dormendo. Lei poi se ne va al lavoro lasciando Brad da solo in casa. Trascorsa qualche ora alla radio trasmettono la notizia di alcune esplosioni detonate nel centro di Los Angeles, città nella quale Brad e Lexi vivono: a Brad basta uscire di casa per vedere una grande quantità di fumo che si alza dalla città per centinaia di metri. Il suo primo pensiero è rivolto alla moglie e alla sua sicurezza ma non riuscendo a contattarla per telefono, prende la macchina e si dirige verso il centro della città, dove lei lavora.
Cercando di raggiungere la città si trova di fronte a innumerevoli posti di blocco della polizia dalla quale viene a sapere che le esplosioni hanno rilasciato sostanze tossiche nell'aria e gli intimano di tornare subito indietro senza possibilità di scelta. 
Nella via del ritorno decide di fermarsi in un supermercato preda di sciacallaggio e si procura del nastro isolante per sigillare la casa.
Una volta arrivato a casa trova l'operaio Alvaro, che stava lavorando nel vicinato al momento dell'attentato e gli chiede ospitalità. Brad tenta di nuovo di contattare Lexi e seppur non riuscendo di nuovo a parlarle le lascia un disperato messaggio in segreteria.
A conferma delle informazioni fornitegli dal poliziotto, la radio avverte della mortale tossicità della nube di cenere sollevata dalle esplosioni e consiglia a chiunque si trovi nella zona di Los Angeles di non uscire di casa e di non aprire la porta a nessuno, poiché potrebbe trattarsi di soggetti contaminati.
Così Brad e Alvaro procedono a sigillare ogni entrata della casa con nastro adesivo, silicone e teli di plastica. A lavoro quasi ultimato Brad si ostina a voler risparmiare la porta dalla blindatura, nella speranza che la sua amata Lexi faccia ritorno.
Inevitabilmente col trascorrere del tempo e senza alcuna traccia della moglie, Brad prende atto che Lexi non tornerà più e si rassegna a sigillare anche l'ultima entrata della casa; proprio in quel momento la nube di cenere tossica si abbatte sul quartiere.
A quel punto la radio, costante voce narrante del film, informa che si sono verificate detonazioni non solo in centro a Los Angeles ma anche a Beverly Hills e all'Aeroporto Internazionale di Los Angeles.
Lexi è stata coinvolta in un incidente d'auto e si è per lungo tempo esposta agli agenti tossici ma riesce a raggiungere la casa, ma Brad che si trova di fronte a un dilemma, decide di non farla entrare conscio del rischio di contagio per lui e il suo ospite.
Disperata, Lexi tenta in tutti i modi di entrare, cercando di farlo colpendo con la mano il vetro della porta della cucina, creando un buco che, in seguito, il marito sigilla usando nastro adesivo e un cuscino. Alla fine la donna si convince che, per la sicurezza del marito e dell'ospite, sia meglio restare fuori casa, sopravvivendo grazie ad alcune scorte lasciate dal marito all'esterno dell'abitazione.
La notte seguente Lexi è allarmata da un uomo che compare sul retro della casa, questi si rivela poi essere Rick, il loro vicino, che le suggerisce di seguirlo in cerca di aiuto in una nave ospedale ancorata sulla costa che si dice stia aiutando i contaminati come loro due; Brad è inquieto e non si fida di Rick ma ammette che è l'unica possibilità che loro abbiano per sopravvivere e li lascia andare a malincuore. Il nuovo aggiornamento alla radio informa che le nuove analisi della cenere hanno rilevato che si tratta di una tossina di tipo virale che attacca inizialmente le vie respiratorie e Lexi tossiva molto spesso.
In seguito, ma nel corso della stessa notte, i militari fanno comparsa nel quartiere e Brad riceve la visita del caporale Marshall che gli fa alcune domande, su quanto la sua casa sia sigillata e se Brad abbia avuto qualche contatto con la pioggia di cenere, completato l'interrogatorio il militare si limita a ispezionare l'esterno della casa e a prelevarne qualche campione di cenere dall'interno, per poi andarsene senza fornire a Brad né aiuto né informazioni utili.
Il giorno dopo fa il suo ritorno una stremata Lexi, ma senza Rick ne Timmy (un bambino incontrato durante la sua permanenza al di fuori della casa) riportando della loro cattura alla quale lei si è sottratta per un pelo, ma senza sapere cosa gli sia realmente accaduto dopo che li avevano presi. Menziona anche di aver visto alcuni uomini in fuga uccisi dalle forze dell'ordine.
Le ore successive trascorrono con Lexi e Brad che si parlano attraverso una pellicola trasparente sigillata, affrontando argomenti che prima non avevano mai toccato e scoprendo un amore più profondo di quanto potessero immaginare prima.
D'un tratto delle truppe in abiti anticontaminazione appaiono davanti alla casa e in tutta fretta trascinano Lexi lontano dalla soglia, ignorando le urla di Brad che li implora di non farle del male. Dopo qualche istante di disperazione Brad nota la figura incappucciata e coperta dalla maschera del caporale Marshall che lo osserva al di là della finestra, quest'ultimo lo rassicura dell'incolumità e futura guarigione della moglie ma lo informa che le analisi della cenere, entrata grazie all'apertura nel vetro causata da Lexi nelle ore precedenti, hanno rilevato che l'ambiente chiuso ha creato un luogo con le condizioni adatte per fungere da incubatrice per un nuovo ibrido di tossina dannosissima che, ironicamente, non lascerà nessuno scampo a Brad.
Non appena il caporale si congeda, i suoi soldati cominciano a inchiodare assi di legno alle uscite della casa e la ricoprono per intero con un enorme telo di gomma allo scopo di impedire alle dannosissime tossine di uscire nell'ambiente circostante.
Attraverso un buco di una parete i militari immettono un agente chimico gassoso all'interno della casa diretto a eliminare qualsiasi minaccia virale, compreso lo stesso Brad che pur tentando di uscire in tutti i modi da quella trappola muore asfissiato appena fuori dalla soglia, udendo come ultimo suono le urla di Lexi che chiama disperatamente il suo nome.
Nell'ultima scena del film si vede Lexi sotto shock mentre viene soccorsa da una squadra medica, fissa la casa ormai vuota senza riuscire a dire una parola; senza nemmeno sentire il suo cellulare che per l'ennesima volta, si mette a squillare.
A chiudere il film, si presta la voce fuori campo del commentatore radiofonico, probabilmente molte settimane dopo gli attentati, riferendo delle cerimonie svolte a Washington in onore delle squadre specialistiche di soccorso, le stesse che hanno lasciato Brad morire.